# Weniamin Innokentjewitsch Sosin
Weniamin Innokentjewitsch Sosin (russisch Вениамин Иннокентьевич Созин, wiss. Transliteration Veniamin Innokent'evič Sozin; * 1896; † 1956 in Leningrad) war ein sowjetischer Schachspieler und bedeutender Schachtheoretiker.
Sosin nahm 1924 an der 3. UdSSR-Meisterschaft teil, bei der er Neunter wurde und den Meistertitel erhielt. Später nahm er noch an der vierten, sechsten und siebten Meisterschaft der Sowjetunion teil. Sosin lebte zunächst in Nowgorod, später in Leningrad, wo er in den 1930er Jahren einige Turniererfolge feierte: Seine beste Platzierung hatte er in Leningrad 1935, als er Platz zwei einnahm. Sosins besondere Stärke lag allerdings nicht im Turnierspiel, sondern in der Eröffnungsanalyse: Er untersuchte sehr tiefgehend den nach ihm benannten Sosin-Angriff in der Sizilianischen Verteidigung: 1. e2–e4 c7–c5 2. Sg1–f3 Sb8–c6 3. d2–d4 c5xd4 4. Sf3xd4 Sg8–f6 5. Sb1–c3 d7–d6 6. Lf1–c4, der in den 1950er Jahren von Bobby Fischer weiterentwickelt wurde.
Sosin war jahrzehntelang Redakteur im Theorieteil der sowjetischen Schachzeitung „Schachmatnyj Westnik“, in der er viele seiner Untersuchungen publizierte. Daneben gab er zwei Schachbücher heraus, darunter „Kombinationen und Fallen“, das auch in deutscher und englischer Übersetzung erschien.

## Partiebeispiel
|   | a | b | c | d | e | f | g | h |   |
| 8 |   |   |   |   |   |   |   |   | 8 |
| 7 |   |   |   |   |   |   |   |   | 7 |
| 6 |   |   |   |   |   |   |   |   | 6 |
| 5 |   |   |   |   |   |   |   |   | 5 |
| 4 |   |   |   |   |   |   |   |   | 4 |
| 3 |   |   |   |   |   |   |   |   | 3 |
| 2 |   |   |   |   |   |   |   |   | 2 |
| 1 |   |   |   |   |   |   |   |   | 1 |
|   | a | b | c | d | e | f | g | h |   |

In der folgenden Partie besiegte Sosin mit den schwarzen Steinen bei der UdSSR-Meisterschaft 1925 Nenarokov.
Nenarokov–Sosin 0:1
Leningrad, 1925
Königsgambit, C33
1. e4 e5 2. f4 exf4 3. Lc4 d5 4. Lxd5 Dh4+ 5. Kf1 g5 6. d4 Lg7 7. Sc3 Se7 8. Sf3 Dh5 9. h4 h6 10. Dd3 0–0 11. Se2 Sbc6 12. Lb3 Lg4 13. c3 Tad8 14. Seg1 Sg6 15. Db5 Ld7 16. De2 g4 17. Sd2 Lxd4 18. cxd4 Sxd4 19. Dd1 Lb5+ 20. Lc4 Sf5 21. exf5 Lxc4+ 22. Se2 f3 23. gxf3 gxf3 24. Kf2 fxe2 25. Dg1 Dxf5+ 26. Sf3 Td1 27. Dg2 Tf1+ 28. Kg3 h5 29. Lh6 Kh7 30. Sd2 De5+ 0:1

## Werke
- Kombinationen und Fallen. Curt Ronniger, Leipzig 1935 (dortige Schreibweise: W. J. Ssosin), ursprünglich Kombinacji i lowuschki, Leningrad 1929. (russisch)
- Schto kashdyj dolshen snat ob endspilje [Was jeder über das Endspiel wissen sollte], Moskau-Leningrad 1931. (russisch)